# Jan Gałązka (aktor)

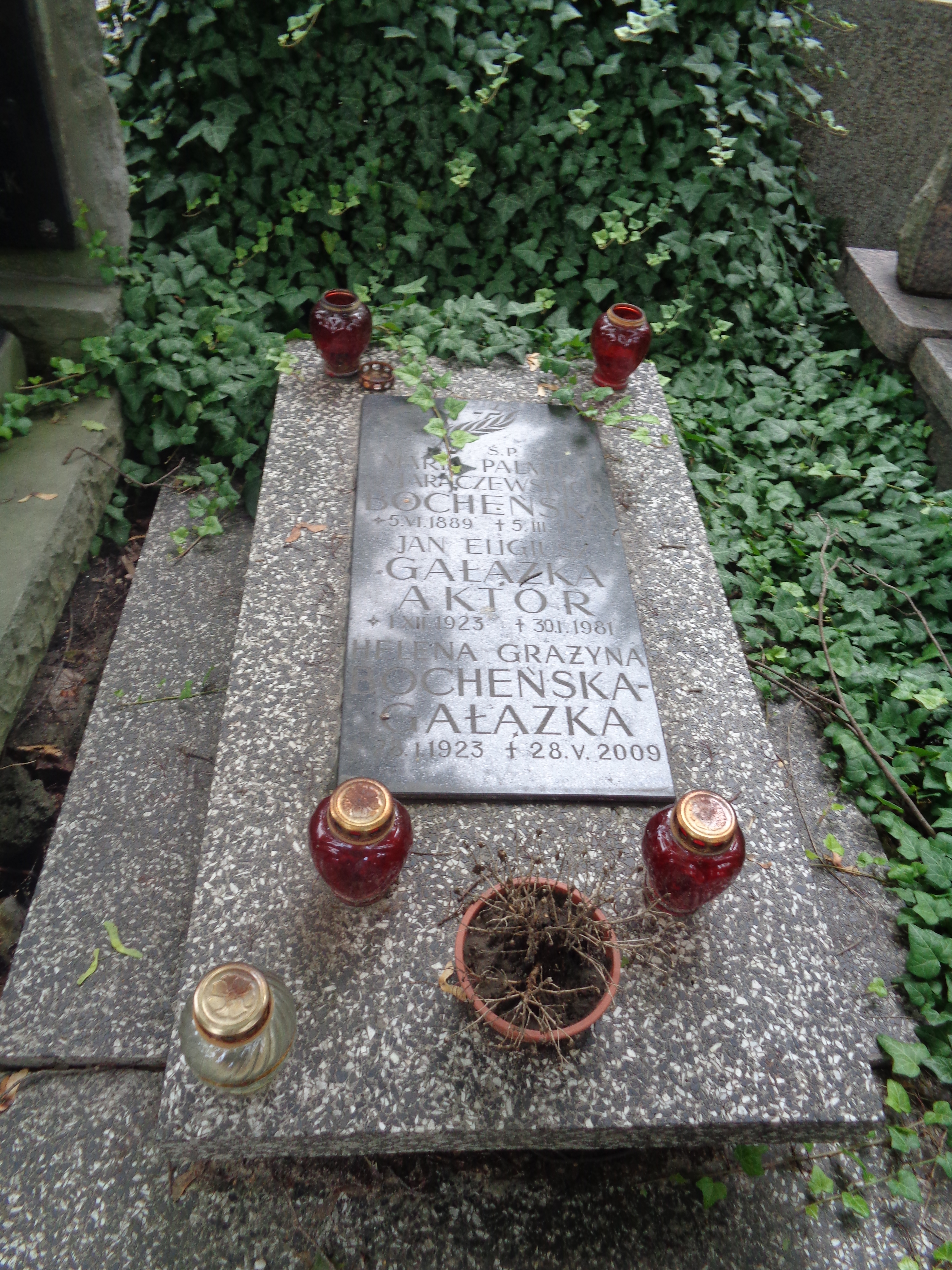
Grób aktora Jana Gałązki na Cmentarzu Wojskowym na Powązkach

Jan Gałązka (ur. 1 grudnia 1923 w Warszawie, zm. 30 stycznia 1981 tamże) – polski aktor; odtwórca ról charakterystycznych.

## Życiorys
W 1951 ukończył Państwową Szkołę Dramatyczną Teatru Lalek w Warszawie, dwa lata później zdał w Krakowie egzamin eksternistyczny dla aktorów dramatu. W latach 1949–1951 pracował w Teatrze Lalek Niebieskie Migdały i w Ludowym Teatrze Muzycznym w Warszawie. W latach 1951–1953 był aktorem Teatru im. Żeromskiego w Kielcach, w latach 1953–1956 Teatru Satyryków w Krakowie, a następnie w latach 1956–1958 Teatru Syrena w Warszawie i Domu Wojska Polskiego w Warszawie. Po 1958 występował głównie z zespołami estradowymi. W środowisku aktorskim był znanym parodystą i brzuchomówcą. Został pochowany na Cmentarzu Wojskowym na Powązkach w Warszawie (kwatera A-4-31 (131).

## Filmografia
- 1955: Podhale w ogniu
- 1974-1977: Czterdziestolatek – Antoni Walendziak, sąsiad Karwowskich
- 1976: Motylem jestem, czyli romans 40-latka – Antoni Walendziak
- 1977: Prawo Archimedesa – Jan Pluta